# Marineland de Majorque
Le Marineland de Majorque, aussi appelé Marineland Mallorca en espagnol, est un parc zoologique marin situé à Calviá, au bord de la baie de Palma, sur l'île de Majorque, au sein de l'archipel espagnol des Baléares. Inauguré en 1970, il est la propriété de la multinationale espagnole Aspro-Ocio.
Il est connu pour ses spectacles de grands dauphins, d'otaries et de perroquets. Il présente également des reptiles, des requins et des manchots. D'une superficie assez modeste il s'étend sur 1,12 hectares.
Membre permanent de l'Association européenne des zoos et aquariums, il s'engage dans la conservation ex situ en participant à des programmes européens pour les espèces menacées.
En 2013, il a reçu 250 000 visiteurs.

## Installations et faune présentée
Parmi ses installations on trouve une volière et un bassin pour les raies.

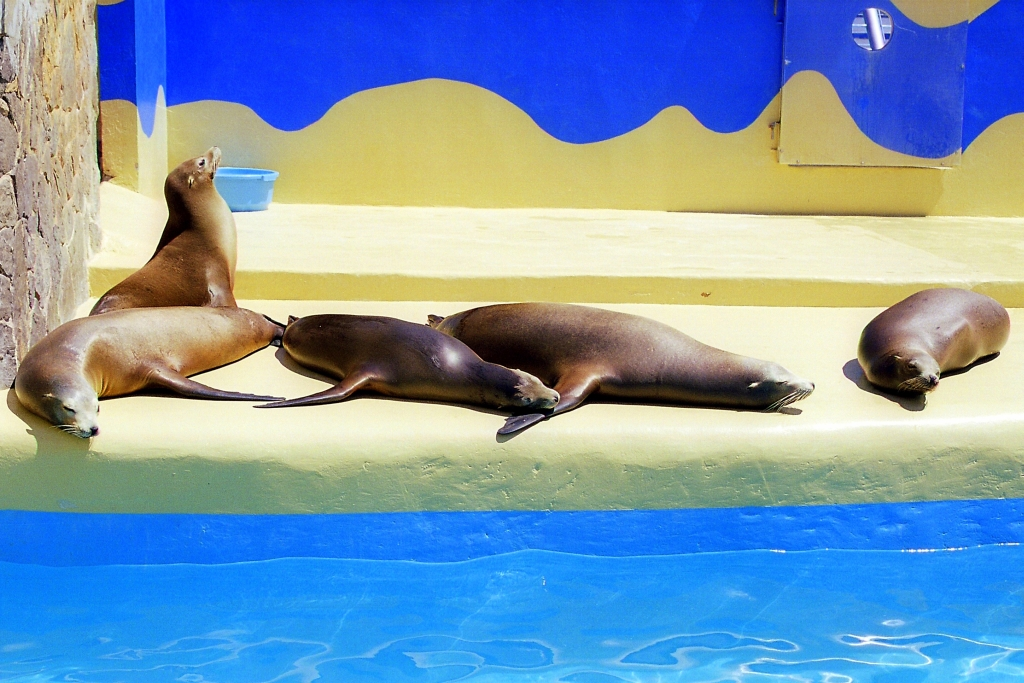
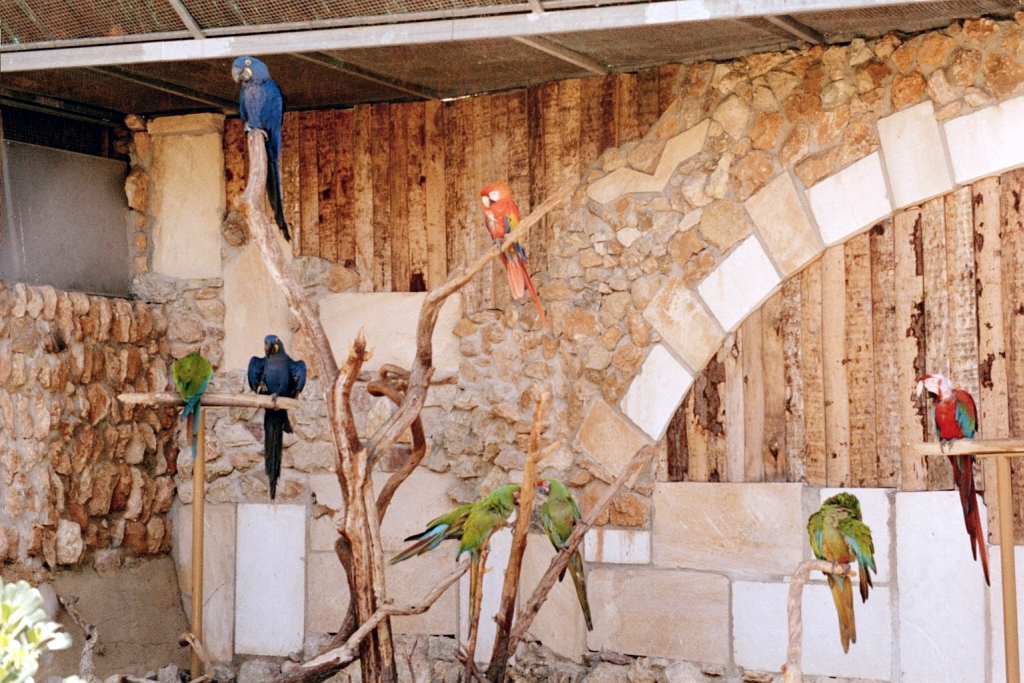

Ses sept grands dauphins, quatre femelles et trois mâles, sont tous nés en captivité dans des delphinariums du groupe Aspro-Ocio (Marineland de Catalogne, Aqualand Costa Adeje aux Canaries et Boudewijn Seapark en Belgique). Ils ont entre 15 et 34 ans.

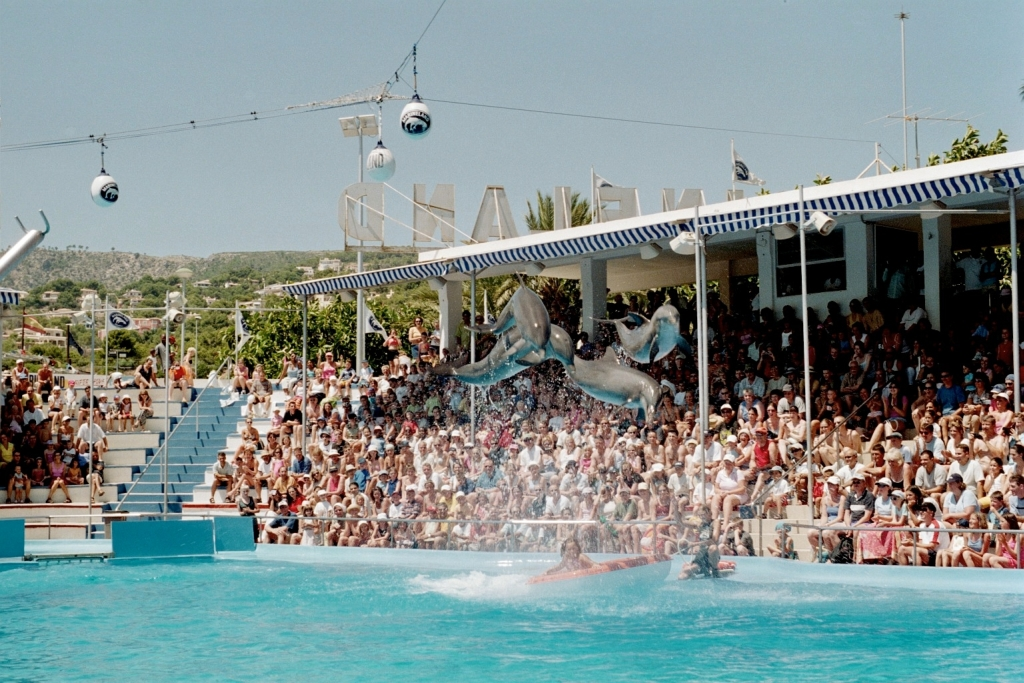
Spectacle de grands dauphins.
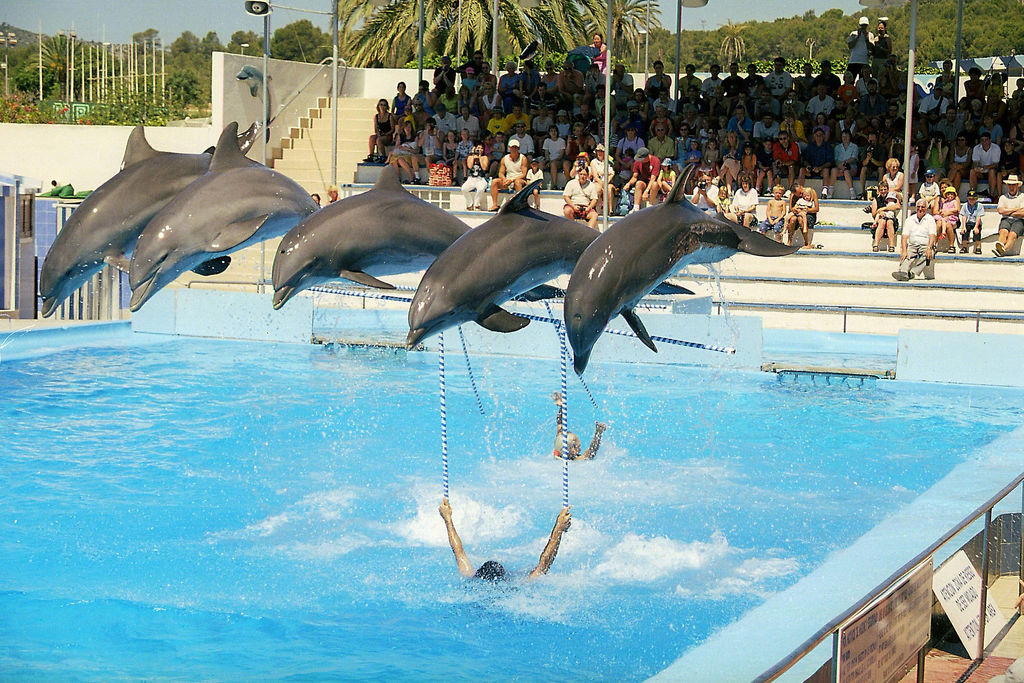
Grands dauphins.
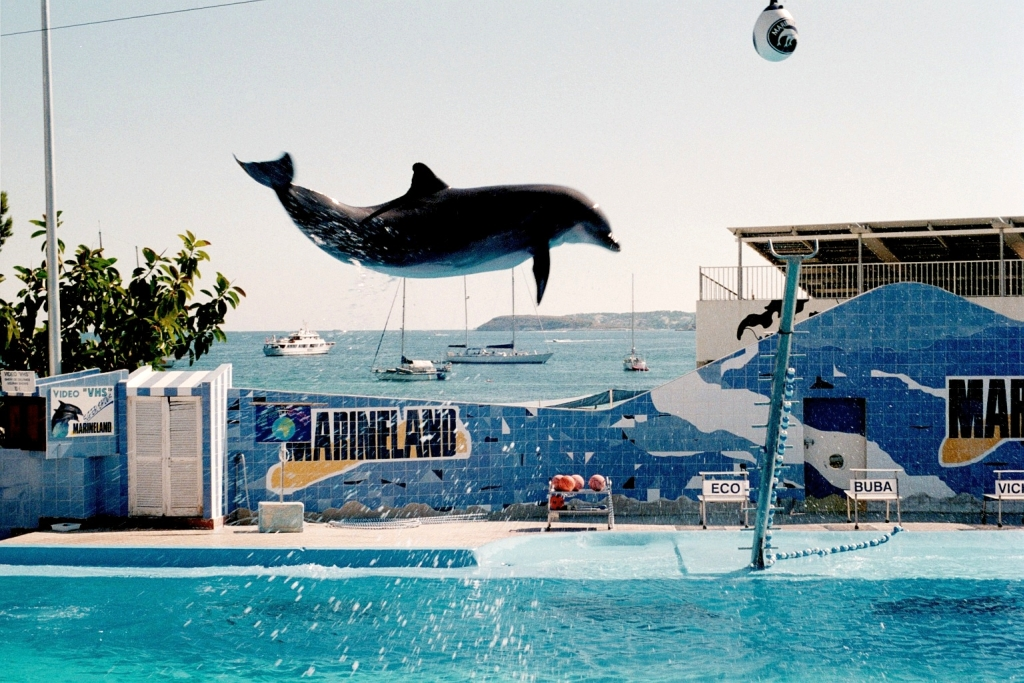

## Conservation
Membre permanent de l'Association européenne des zoos et aquariums, il s'engage dans la conservation ex situ en participant à des programmes européens pour les espèces menacées.

## Économie et fréquentation
En 2013, il a reçu 250 000 visiteurs.

## Controverse
En février 2015, l'association SOS Delfines dénonce un possible cas de maltraitance animale envers les dauphins du Marineland. Une vidéo diffusée sur internet montre un dresseur insultant et frappant violemment à coups de poing et de pied des dauphins pendant une séance de dressage. Le dresseur en question, Jose Luis Barbero, également directeur technique de la structure, se suicide peu de temps après. Son corps est retrouvé dans sa voiture garée sur le parking de l'aéroport de Palma de Majorque, alors que sa nomination au poste de vice-président de l'Aquarium de Géorgie, à Atlanta (États-Unis) a été suspendue à la suite de ces accusations de maltraitance.